# Prowincja Kon Tum
Kon Tum – prowincja Wietnamu, znajdująca się w środkowej części kraju, w Regionie Płaskowyżu Centralnego. Na zachodzie prowincja graniczy z Laosem i Kambodżą.

## Podział administracyjny
W skład prowincji Kon Tum wchodzi osiem dystryktów oraz jedno miasto.
- Miasta:

1. Kon Tum

- Dystrykty:

1. Đắk Glei
2. Đắk Hà
3. Đắk Tô
4. Kon Plông
5. Kon Rẫy
6. Ngọc Hồi
7. Sa Thầy
8. Tu Mơ Rông